# Czy Św. Mikołaj się rozwodzi?
Czy Św. Mikołaj się rozwodzi? (I Saw Mommy Kissing Santa Claus, 2001) – amerykańsko-niemiecki film familijny.

## Fabuła
Film opowiada o małym Justinie, który widzi jak jego mama całuje Świętego Mikołaja. Nie wie jednak, że to jego tata w przebraniu. Zaczyna się obawiać, że małżeństwo jego rodziców jest zagrożone. Justin sądzi, że odpowiedzialny jest za to Święty Mikołaj. Postanawia go ukarać. Atakuje wszystkich Mikołajów, których spotyka. Zaczyna być też niegrzeczny, co budzi podejrzenia jego rodziców. Justin myśli, że w ten sposób jego mama nie spotka już Świętego Mikołaja.

## Obsada
- Connie Sellecca jako Stephanie Carver
- Corbin Bernsen jako David Carver
- Cole Sprouse/Dylan Sprouse jako Justin Carver
- Eric Jacobs jako Bobby Becker